# Castell de Lauriston
El castell de Lauriston és un castell del segle xvi amb extensions del segle xix amb vista al fiord de Forth a la ciutat escocesa d'Edimburg.

## Història
La torre original va ser construïda al voltant de 1590 per sir Archibald Napier de Merchiston, pare de John Napier (1550-1617), descobridor dels logaritmes, i pel seu fill, també anomenat Archibald. Més tard, va albergar a l'economista John Law, a Andrew Rutherfurd i a Thomas Macknight Crawfurd de Cartsburn entre 1871 i 1902. L'any 1827, Thomas Allan, un banquer i enginyer de mines, va encarregar a William Burn expandir l'edifici en un estil jacobí.
William Reid, propietari de Morison and Co., va adquirir el castell l'any 1902 i va instal·lar-hi canonades modernes i electricitat. Juntament amb la seva esposa Margaret, va instal·lar una col·lecció de fins mobles i artesanies. Els Reids, com que no tenien hereus, van llegar la seva casa a Escòcia sota la condició que fos preservada intacta. La ciutat d'Edimburg ha administrat el castell des de la mort de Margaret Reid el 1926 i avui dia ofereix una mirada a la vida eduardiana en una casa de camp escocesa.
En algun moment durant les seves nombroses restauracions, es va instal·lar un horòscop tallat en pedra en la paret exterior, en la cantonada sud-occidental. L'horòscop va ser suposadament fet per John Napier per al seu germà. Pot ser vist en algunes imatges en la paret central, sota l'extrem esquerre de la torre-escala, prop del sòl.

## Disseny
Originalment, el castell de Lauriston va ser una torre medieval de pedra, amb planta en L i quatre pisos. A més, comptava amb una escala en una torre circular. L'any 1827, se li van fer extensions per convertir-ho en una casa pairal.

## Jardins
Els jardins en Lauriston inclouen un jardí japonès d'una hectàrea dissenyat per Takashi Sawano, inaugurat l'abril del 2002.
Des de la part posterior del castell, s'albiren el riu Forth i el Club de Croquet d'Edimburg i les seves tres pistes de croquet, que es troben entre el castell i el riu.

## Fantasmes
El castell de Lauriston, com a molts altres castells escocesos, està suposadament embruixat. Es diu que se senten sons de passos de fantasmes.